# Spiophanes abyssalis
Spiophanes abyssalis är en ringmaskart som beskrevs av Maciolek 2000. Spiophanes abyssalis ingår i släktet Spiophanes och familjen Spionidae. Inga underarter finns listade i Catalogue of Life.